# 井岗路
井岗路，安徽省合肥市的一条东西向次干道，得名自井岗镇，东起科学岛路正接樊洼西路，横穿井岗镇与蜀山经开区后止于 合肥绕城高速西侧的玉蕾路。沿路有蜀山消防井岗中队、井岗镇社区卫生服务中心、合肥市第三十五中学、四季花海城市公园等。